# Тамбовский сельсовет (Астраханская область)
Тамбовский сельсовет — муниципальное образование в Астраханской области Харабалинского района. Административным центром является село Тамбовка.

## География
Границы Тамбовского сельсовета определяют территорию, в пределах которой осуществляется местное самоуправление. Организационным документом, устанавливающим границу муниципального образования «Тамбовский сельсовет», является картографическое описание его границ, установленное законом Астраханской области и приведенное в Приложении к настоящему паспорту.
Федеральная дорога Астрахань-Волгоград соединяет село с районным центром (15 км) и областного (165 км). Дорога асфальтирована, трасса вдоль поселения освещена. Имеется железнодорожная станция — Ашулук (ж.д. Астрахань — Верхний Баскунчак — Волгоград, Астрахань — Верхний Баскунчак — Саратов). Расстояние до станции 2 км.

## История
6 августа 2004 года в соответствии с Законом Астраханской области № 43/2004-ОЗ установлены границы муниципального образования, сельсовет наделен статусом сельского поселения.

## Население
| 2010  | 2012  | 2013  | 2014  | 2015  | 2016  | 2017  |
| ----- | ----- | ----- | ----- | ----- | ----- | ----- |
| 4109  | ↗4139 | ↘4112 | ↗4143 | ↘4130 | ↘4115 | ↗4139 |
| 2018  | 2019  | 2020  | 2021  |       |       |       |
| ↘4102 | ↘4015 | ↘3949 | ↘3805 |       |       |       |

## Состав сельского поселения
| № | Населённый пункт | Тип населённого пункта       | Население |
| - | ---------------- | ---------------------------- | --------- |
| 1 | Ашулук           | посёлок                      | →1556     |
| 2 | Тамбовка         | село, административный центр | →2487     |

## Власть
Тамбовский сельсовет имеет официальный герб, отражающий исторические, культурные, национальные и местные традиции и промыслы.
Представительным органом муниципального образования «Тамбовский сельсовет» является Совет. Совет состоит из 10 депутатов и Главы МО — Председателя Совета.
Совет МО «Тамбовский сельсовет» самостоятельно определяет свою структуру и может иметь свой аппарат специалистов. Совет возглавляется Главой МО — Председателем Совета. Из числа депутатов Совета на срок его полномочий избирается заместитель Председателя Совета. Заместитель Председателя Совета исполняет обязанности председателя Совета в его отсутствие либо по его поручению. Из числа депутатов Совета на срок его полномочий создаются постоянные комиссии по вопросам, отнесенным к компетенции Совета.
Администрация сельсовета — исполнительно-распорядительный орган Тамбовского сельсовета.